# دهستان نصرت‌آباد (البرز)
دهستان نصرت‌آباد نام دهستانی در بخش مرکزی شهرستان البرز در استان قزوین ایران است.

## جمعیت
بر اساس سرشماری مرکز آمار ایران در سال ۱۳۹۵، جمعیت آن ۵٫۸۰۵ نفر (در ۱۸۱۴ خانوار) بوده‌است.